# Люк, Рэй Эдуард
Рэй Эдуард Люк (англ. Ray Edward Luke; 30 мая 1928, Форт-Уэрт — 15 сентября 2010) — американский композитор.

## Биография
Окончил Техасский христианский университет, в 1960 г. защитил диссертацию в Истменовской школе музыки, где его наставником был Бернард Роджерс.
В 1962—1997 гг. профессор композиции, теории музыки и дирижирования музыкального отделения Университета Оклахома-Сити. В 1968—1974 гг. также главный приглашённый дирижёр Симфонического оркестра Оклахома-Сити (дирижировал более чем 100 концертами).
Получил международное признание в 1969 г., когда его фортепианный концерт получил первую премию Международного конкурса имени королевы Елизаветы в Брюсселе. В 1979 г. опера Люка «Медея» получила учреждённую Консерваторией Новой Англии и Фондом Рокфеллера премию за лучшую американскую оперу. Написал также ряд сочинений для духовых инструментов, в том числе Концерт для трубы с оркестром, впервые исполненный в 2006 г. сыном композитора, трубачом Джеффом Люком.